# Colón salvadoregno
Il colón è la moneta ufficiale di El Salvador. Il suo codice ISO 4217 è SVC. Il colón è diviso in 100 centavos. Il plurale è colones.
La situazione della moneta è estremamente particolare.
Il 1º gennaio 2001 è entrata in vigore la Ley de Integración Monetaria che autorizza la libera circolazione del dollaro statunitense con un cambio fisso di 1 USD = 8,75 colones. In pratica in pochi mesi il Colón ha smesso di circolare nel territorio salvadoregno. Tuttavia il Colón non ha mai lasciato il corso legale.
L'opposizione ha ripetutamente proposto di abbandonare la dollarizzazione ed emettere nuovamente la moneta.